# Lo Nuestro 2006
 (juillet 2024).
La mise en forme du texte ne suit pas les recommandations de Wikipédia : il faut le « wikifier ».
Les points d'amélioration suivants sont les cas les plus fréquents :
- Les titres sont pré-formatés par le logiciel. Ils ne sont ni en capitales, ni en gras.
- Le texte ne doit pas être écrit en capitales (les noms de famille non plus), ni en gras, ni en italique, ni en « petit »…
- Le gras n'est utilisé que pour surligner le titre de l'article dans l'introduction, une seule fois.
- L'italique est rarement utilisé : mots en langue étrangère, titres d'œuvres, noms de bateaux, etc.
- Les citations ne sont pas en italique mais en corps de texte normal. Elles sont entourées par des guillemets français : « et ».
- Les listes à puces sont à éviter, des paragraphes rédigés étant largement préférés. Les tableaux sont à réserver à la présentation de données structurées (résultats, etc.).
- Les appels de note de bas de page (petits chiffres en exposant, introduits par l'outil «  Source ») sont à placer entre la fin de phrase et le point final[comme ça].
- Les liens internes (vers d'autres articles de Wikipédia) sont à choisir avec parcimonie. Créez des liens vers des articles approfondissant le sujet. Les termes génériques sans rapport avec le sujet sont à éviter, ainsi que les répétitions de liens vers un même terme.
- Les liens externes sont à placer uniquement dans une section « Liens externes », à la fin de l'article. Ces liens sont à choisir avec parcimonie suivant les règles définies. Si un lien sert de source à l'article, son insertion dans le texte est à faire par les notes de bas de page.
- La présentation des références doit suivre les conventions bibliographiques. Il est recommandé d'utiliser les modèles {{Ouvrage}}, {{Chapitre}}, {{Article}}, {{Lien web}} et/ou {{Bibliographie}}. Le mode d'édition visuel peut mettre en forme automatiquement les références.
- Insérer une infobox (cadre d'informations à droite) n'est pas obligatoire pour parachever la mise en page.

Pour une aide détaillée, merci de consulter Aide:Wikification.
Si vous pensez que ces points ont été résolus, vous pouvez retirer ce bandeau et améliorer la mise en forme d'un autre article.
La 18e cérémonie Lo Nuestro 2006 s'est déroulée le 23 décembre 2006 à Miami.

## Pop

### Album de l'année
1. 1) Escucha, Laura Pausini (Warner)
2. 2) Fijación Oral, Shakira (Sony BMG)
3. 3) Fuego, Kumbia Kings (EMI Televisa)
4. 4) Paso a Paso, Luis Fonsi (Universal)
5. 5) Todo el Año, Obie Bermúdez (EMI Televisa)

### Artiste Masculin
1. 1) Alejandro Fernández
2. 2) Luis Fonsi
3. 3) Obie Bermúdez
4. 4) Reyli

### Artiste Féminine
1. 1) Jimena
2. 2) Julieta Venegas
3. 3) Laura Pausini
4. 4) Paulina Rubio

### Groupe ouduode l'année
1. 1) Aleks Syntek y Ana Torroja
2. 2) Kumbia Kings
3. 3) La 5ª Estación
4. 4) Shakira y Alejandro Sanz

### Chanson de l'année
1. 1) La camisa negra, Juanes (Universal)
2. 2) La Tortura, Shakira y Alejandro Sanz (Sony BMG)
3. 3) Nada es Para Siempre, Luis Fonsi (Universal)
4. 4) Víveme, Laura Pausini (Warner)
5. 5) Volverte a Ver, Juanes (Universal)

### Révélation de l'année
1. 1) Lena
2. 2) Lu
3. 3) RBD
4. 4) Reik

## Rock

### Album de l'année
1. 1) Andrea Echeverri, Andrea Echeverri (Nacional)
2. 2) Con Todo Respeto, Molotov (Universal)
3. 3) Consejo, La Secta All Star (Universal)
4. 4) Consuelo en Domingo, Enjambre (Oso Records)
5. 5) En el Cielo de Tu Boca, Circo (Universal)

### Artiste de l'année
1. 1) Circo
2. 2) Enjambre
3. 3) Juanes
4. 4) La Secta All Star

### Chanson de l'année
1. 1) A Eme O, Andrea Echeverri (Nacional)
2. 2) Amateur, Molotov (Universal)
3. 3) Biografía, Enjambre (Oso Records)
4. 4) Nada Valgo Sin Tu Amor, Juanes (Universal)
5. 5) Un Accidente, Circo (Universal)

## Musiques tropicales

### Album de l'année
1. Amanecer Contigo, Frankie Negrón (SGZ Entertainment)
2. Aquí Estamos y De Verdad, El Gran Combo (Sony BMG)
3. Hasta el Fin, Monchy y Alexandra (J&N)
4. Ironía, Andy Andy (Urban Box Office)
5. Una Nueva Mujer, Olga Tañón (Sony BMG)

### Artiste Masculin
1. Carlos Vives
2. Gilberto Santa Rosa
3. Juan Luis Guerra
4. Marc Anthony

### Artiste Féminine
1. Brenda K. Starr
2. Melina León
3. Milly Quezada
4. Olga Tañón

### Groupe ou duo de l'année
1. Aventura
2. El Gran Combo
3. Monchy y Alexandra
4. N'Klabe

### Chanson de l'année
1. Bandolero, Olga Tañón (Sony BMG)
2. Hasta el Fin, Monchy y Alexandra (J&N)
3. Perdidos, Monchy y Alexandra (J&N)
4. Que Ironía, Andy Andy (Urban Box Office)
5. Se Esfuma Tu Amor, Marc Anthony (Sony BMG)

### ArtisteMerenguede l'année
1. Juan Luis Guerra
2. La Gran Banda
3. Los Toros Band
4. Olga Tañón

### ArtisteSalsade l'année
1. El Gran Combo
2. Gilberto Santa Rosa
3. Marc Anthony
4. Tito Nieves

### Artiste Traditionnel de l'année
1. Andy Andy
2. Aventura
3. Carlos Vives
4. Monchy y Alexandra

### Révélation de l'année
1. Ciclón
2. Edgar Daniel
3. T4
4. Xtreme

## Musique mexicaine

### Album de l'année
1. Diez, Intocable (EMI Televisa)
2. Directo al Corazón, Los Tigres del Norte (Fonovisa)
3. Hoy Como Ayer, Conjunto Primavera (Fonovisa)
4. Pensando en Ti, K-Paz de la Sierra (Univision Records)
5. Razón de Sobra, Marco Antonio Solís (Fonovisa)

### Artiste Masculin
1. Luis Miguel
2. Marco Antonio Solís
3. Pepe Aguilar
4. Sergio Vega

### Artiste Féminine
1. Ana Bárbara
2. Diana Reyes
3. Isabela
4. Mariana

### Groupe ou duo de l'année
1. Beto y sus Canarios
2. Conjunto Primavera
3. Intocable
4. K-Paz de la Sierra

### Chanson de l'année
1. Aire, Intocable (EMI Televisa)
2. Eres Divina, Patrulla 81 (Disa)
3. Está Llorando Mi Corazón, Beto y sus Canarios (Disa)
4. Hoy Como Ayer, Conjunto Primavera (Fonovisa)
5. Volveré, K-Paz de la Sierra (Univision Records)

### Banda de l'année
1. Banda el Recodo
2. Beto y sus Canarios
3. K-Paz de la Sierra
4. Patrulla 81

### Artiste Grupero de l'année
1. Bronco El Gigante de América
2. Grupo Innovación
3. Los Temerarios
4. Marco Antonio Solís

### Artiste Norteño de l'année
1. Conjunto Primavera
2. Intocable
3. Los Huracanes del Norte
4. Los Tigres del Norte

### Artiste Ranchero de l'année
1. Ezequiel Peña
2. Luis Miguel
3. Pepe Aguilar
4. Vicente Fernández

### Révélation de l'année
1. Los Elegidos
2. Beto Terrazas
3. La Autoridad de la Sierra
4. Zaino

## Urban

### Album de l'année
1. Chosen Few El Documental, Chosen Few (Urban Box Office)
2. Desahogo, Vico C (EMI Televisa)
3. Flow La Diskoteka, DJ Nelson (Universal)
4. Los K-Becillas, Master Joe & OG Black (Ole Music)
5. Luny Tunes & Baby Ranks: Más Flow 2, Luny Tunes & Baby Ranks (Machete Records)

### Artiste de l'année
1. Daddy Yankee
2. Don Omar
3. Master Joe & OG Black
4. Wisin y Yandel

### Chanson de l'année
1. Lo Que Pasó Pasó, Daddy Yankee (El Cartel)
2. Mayor Que Yo, Baby Ranks, Daddy Yankee, Héctor "El Father, " Tonny Tun Tun & Wisin y Yandel (Machete Records)
3. Mírame, Daddy Yankee (Machete Records)
4. Rakata, Wisin y Yandel (Machete Records)
5. Reggaetón Latino, Don Omar (Urban Box Office)

## Clip de l'année
1. Laura Pausini, "Víveme"
2. Luis Fonsi, "Nada Es Para Siempre"
3. Luis Miguel, "Que Seas Feliz"
4. Shakira, "No"
5. Vico C, "Desahogo"
6. Anasol, "Nace"